# Limonium palmare
Limonium palmare är en triftväxtart som först beskrevs av James Edward Smith, och fick sitt nu gällande namn av Karl Heinz Rechinger. Limonium palmare ingår i släktet rispar, och familjen triftväxter. Inga underarter finns listade i Catalogue of Life.